# 안티 키로거
안티 키로거는 키로깅 소프트웨어의 탐지를 위해 설계된 소프트웨어의 한 형태이다; 종종 이러한 소프트웨어는 숨겨진 키로거를 삭제하는 능력을 갖기도 한다. 대부분의 안티 바이러스 또는 안티 스파이웨어 소프트웨어와는 달리 주요한 차이점은 합법적인 키로거 프로그램과 불법적인 키로거 프로그램(악성코드 같은)를 구별하지 않는다는 것이다; 모든 키로깅 프로그램들은 합법적으로 보이더라도 제거된다.

## 안티 키로거의 사용
키로거들은 종종 악성코드 패키지의 한 부분으로서 사용자의 인식 없이 컴퓨터에 설치된다. 컴퓨터에서 키로거의 존재를 탐지하는 것은 어려울 수 있다. 일명 안티 키로깅 프로그램들은 키로깅 시스템을 방해하기 위해 개발되어 왔으며 적절히 사용되는 경우에는 보통 효과적이다.
안티 키로거들은 개인 뿐만 아니라 큰 조직에서도 키로거를 삭제하기 위해 사용된다.

### 공용 컴퓨터
공용 컴퓨터들은 키로깅 소프트웨어와 하드웨어의 설치에 매우 취약하다. 공용 컴퓨터들은 아무나 기계에 대한 접근을 얻고 수 분 안에 비밀리에 키로거를 설치할 수 있기 때문에 특히 취약하다. 안티 키로거들은 공용 컴퓨터들이 키로거에 감염되지 않았고 공적인 사용에 안전하다는 보장을 위해 종종 그날 그날 사용되기도 한다.

### 게임에서의 사용
키로거들은 기록을 훔치고 사용자의 온라인 게임 계정을 해킹하기 위한 용도로서 온라인 게임 산업에서 유행하고 있다. 안티 키로거들은 자신이ㅡ 게임 계정을 안전하게 지키기 위해 수많은 게임 커뮤니티 멤버들에 의해 사용되고 있다.

### 금융 기관
금융 기관들은 키로거들의 대상이 되고 있으며, 특히 PIN 패드나 스크린 키보드를 사용하지 않은 산업에서 더 그렇다. 안티 키로거들은 뱅킹 도는 클라이언트 정보가 접근되는 컴퓨터에 대한 정기적인 스캔에 사용되며, 암호와 뱅킹 정보 그리고 신용 카드 번호를 보호한다.

### 개인적인 사용
안티 키로거의 가장 흔한 용도는 자신의 프라이버시를 지키려는 개인들에 의한 것이다; 이것은 온라인 뱅킹에서 사용되는 금융 정보부터 개인 통신까지 걸쳐져 있다. 키로거들은 본인이 아는 사람들에 의해서 그리고 전 배우자를 염탐하려는 목적으로 설치되는 경우도 많이 존재한다.

## 종류

### 시그니처 기반
이 종류의 소프트웨어는 시그니처 베이스를 가지는데 이것은 모든 알려진 키로거들의 목록을 포함한다. 이 종류의 것들은 많이 퍼져 있지만 큰 단점이 존재하는데 자신의 시그니처에 등록되지 않은 키로거들로부터는 절대적으로 취약하다는 점이 그것이다. 그래서 범죄자들은 많은 유명한 키로거들을 다운로드하고 안티 키로거에 인식되지 않게 변환한다.

### 휴리스틱 분석
이 소프트웨어는 시그니처를 기반으로 하지 않으며 당신의 PC에 있는 모든 모듈들의 작동을 분석하는 방식으로서 모든 키로거들의 작동을 막는다. 비록 이 기법이 시그니처 기반 안티 키로거보다는 더 나은 보안을 제공하지만 이것도 단점이 존재한다. 그 중 하나로 이러한 종류의 소프트웨어는 키로거가 아닌 것도 막을 수 있다. 키로거와 비슷하지만 위험하지 않은 프로세스들을 포함한 많은 소프트웨어 모듈들이 그것이다. 이것들은 받은 정보를 보내지 않으며 사용자에게 절대적으로 안전하다. 보통 모든 비-시그니처 기반 키로거들은 모든 모듈들을 언블록 할 수 있는 옵션을 가지지만, 비숙련 사용자들에게는 어려움을 유발할 수 있다.

## 같이 보기
- 키로거